# Henning Müller (Informatiker)
Henning Müller (* 20. Jahrhundert in Rendsburg) ist ein deutscher Medizininformatiker.

## Leben
Müller studierte Medizinische Informatik an der Universität Heidelberg und arbeitete anschließend bei Daimler-Benz in Portland (Oregon). 2002 promovierte er an der Universität Genf (mit einem Forschungsaufenthalt 2001 an der Monash University). Seit 2002 arbeitet Henning in der medizinischen Informatik am Universitätsspital Genf, wo er 2008 habilitierte und 2014 zum Titularprofessor ernannt wurde. Seit 2007 ist er Professor für Wirtschaftsinformatik an der Fachhochschule Westschweiz Wallis, wo er seit 2011 für die dortige eHealth-Abteilung verantwortlich ist. Von 2015 bis 2016 war Henning Gastprofessor am Martinos Center der Harvard Medical School und des Massachusetts General Hospital (MGH), wo er im Quantitative Imaging Network des National Cancer Institutes an Projekten der medizinischen Bildgebung und Systembewertung mitwirkte.
Müller war Koordinator eines Projekts für ein mehrsprachiges multimodales Such- und Zugriffssystem für biomedizinische Informationen und Dokumente (Khresmoi), wissenschaftlicher Koordinator des Projekts VISCERAL und Initiator des ImageCLEF-Benchmarks. 2020 veröffentlichte er eine Datenbank der Forschung von Handprothesen. Im gleichen Jahr wurde er in den Nationalen Forschungsrat des Schweizerischen Nationalfonds aufgenommen.
Müllers h-Index ist 64 (Stand 2020).